# فینال‌های ان‌بی‌ای ۱۹۷۰
سری فینال‌های قهرمانی جهان ان‌بی‌ای ۱۹۷۰ مرحلهٔ قهرمانی بازی‌های حذفی اتحادیهٔ ملی بسکتبال (ان‌بی‌ای) ۱۹۷۰ می‌باشد که بین دو تیم نیویورک نیکس به عنوان قهرمان کنفرانس شرق و لس آنجلس لیکرز به عنوان قهرمان کنفرانس غرب در سری بهترین از هفت به انجام رسید. تیم نیکس در پایان با نتیجهٔ ۴–۳ حریف خود را شکست داد و به عنوان قهرمانی مسابقات ان‌بی‌ای در فصل ۷۰–۱۹۶۹ دست یافت.
در بازی ۳ در حالی که دیو دیبوشر، در سه ثانیه مانده پایان، با یک پرتاب موفق نیکس را ۱۰۲–۱۰۰ پیش انداخت، و لیکرز نیز فرصت گرفتن وقت استراحت نداشت، چنین به نظر می‌رسید که نیکس در بازی سوم پیروز خواهد شد، در همین حال نتیجهٔ نهایی بازی به عملکرد آقای کلاچ، جری وست، بستگی داشت که با گل شدن یک پرتاب کم‌نظیر و معجزه‌آسا توسط او که از میانهٔ زمین انجام شد، بازی در امتیاز ۱۰۲ برابر شد و به وقت اضافه کشیده شد، این پرتاب دو امتیازی محسوب شد، چرا که در آن زمان، در ان‌بی‌ای پرتاب سه امتیازی وجود نداشت و تنها در رقابت‌های ای‌بی‌ای پرتاب سه امتیازی وجود داشت. در پایان، نیویورک نیکس در وقت اضافه توانست این بازی را با نتیجهٔ ۱۱۲–۱۰۸ به سود خود تمام کند.
بازی هفتم و آخر این سری، در سال ۲۰۱۰ توسط ESPN به عنوان مهم‌ترین و بزرگ‌ترین بازی ۷ در تاریخ فینال‌ها انتخاب شد که بازگشت ویلیس رید از آسیب دیدگی از نکات برجستهٔ آن بود. معروف‌ترین و به‌یاد ماندنی‌ترین نمایش رید در ۸ مه ۱۹۷۰، در مدیسن اسکوئر گاردن و در بازی شمارهٔ ۷ سری رقم خورد. وی به دلیل آسیب دیدگی شدید از ناحیهٔ ران پا در بازی ۵، دچار پارگی عضله شد که او را از بازی ۶ محروم کرد، و بدین ترتیب بعید به نظر می‌رسید که او در بازی هفتم بتواند بازی کند. با این حال رید پیش از شروع بازی، به همراه دیگر بازیکنان خود را گرم کرد که تعجب تماشاگران و تشویق گسترده از سوی آنان را پی داشت. با شروع بازی، او در نخستین پرتاب خود در زمین، دو امتیاز نخست تیم نیکس را کسب کرد که این دو امتیاز، تنها امتیاز کسب کرده توسط او در این بازی بود. او سپس در ادامهٔ بازی به دفاع مستقیم از ویلت چمبرلین پرداخت و با عملکرد خوب او، چمبرلین تنها در دو پرتاب از ۹ اقدام خود موفق بود. در نیمهٔ نخست و در ۰۳:۰۵ به پایان نیمه، نیکس ۶۱–۳۷ پیش افتاد. در این هنگام بود که بازی با عملکرد درخشان والت فریزر که با کسب ۳۶ امتیاز و ۱۹ پاس گل سهم عمده‌ای در پیروزی ۱۱۳–۹۹ نیویورک نیکس و قهرمانی این تیم داشت، تمام شده به نظر می‌رسید. پس از بازی و در رختکن تیم برنده، هاوارد کوسل در تلویزیون ملی به رید گفت: «شما به بهترین شکل ممکن، بهترین نمایشی را که روح انسان می‌تواند ارائه کند، ارائه می‌دهید».

## خلاصه سری
| بازی   | تیم میزبان     | امتیاز                  | تیم مهمان      |
| ------ | -------------- | ----------------------- | -------------- |
| بازی ۱ | نیویورک نیکس   | ۱۲۴–۱۱۲ (۱–۰)           | لس آنجلس لیکرز |
| بازی ۲ | نیویورک نیکس   | ۱۰۳–۱۰۵ (۱–۱)           | لس آنجلس لیکرز |
| بازی ۳ | لس آنجلس لیکرز | ۱۰۸–۱۱۲ وقت اضافه (۱–۲) | نیویورک نیکس   |
| بازی ۴ | لس آنجلس لیکرز | ۱۲۱–۱۱۵ وقت اضافه (۲–۲) | نیویورک نیکس   |
| بازی ۵ | نیویورک نیکس   | ۱۰۷–۱۰۰ (۳–۲)           | لس آنجلس لیکرز |
| بازی ۶ | لس آنجلس لیکرز | ۱۳۵–۱۱۳ (۳–۳)           | نیویورک نیکس   |
| بازی ۷ | نیویورک نیکس   | ۱۱۳–۹۹ (۴–۳)            | لس آنجلس لیکرز |

نیکس برندهٔ سری ۴–۳
منبع:

## آمار بازیکن
نیویورک نیکس
| بازیکن           | GP | GS | MPG  | FG%   | 3FG% | FT%   | RPG  | APG  | SPG | BPG | PPG  |
| ---------------- | -- | -- | ---- | ----- | ---- | ----- | ---- | ---- | --- | --- | ---- |
| ویلیس رید        | ۶  |    | ۳۷٫۷ | .۴۸۴  |      | .۵۸۸  | ۱۰٫۵ | ۲٫۸  |     |     | ۲۳٫۰ |
| Dave DeBusschere | ۷  |    | ۳۸٫۱ | .۴۵۵  |      | .۷۲۲  | ۱۲٫۶ | ۲٫۶  |     |     | ۱۹٫۰ |
| Dick Barnett     | ۷  |    | ۴۰٫۶ | .۴۴۸  |      | .۸۹۷  | ۲٫۳  | ۴٫۳  |     |     | ۱۸٫۶ |
| والت فریزر       | ۷  |    | ۴۳٫۱ | .۵۴۱  |      | .۷۷۵  | ۷٫۷  | ۱۰٫۴ |     |     | ۱۷٫۶ |
| بیل بردلی        | ۷  |    | ۳۵٫۶ | .۳۸۸  |      | .۷۵۰  | ۴٫۰  | ۲٫۷  |     |     | ۱۲٫۱ |
| Cazzie Russell   | ۷  |    | ۱۸٫۶ | .۴۹۲  |      | ۱٫۰۰۰ | ۳٫۶  | ۱٫۴  |     |     | ۹٫۳  |
| Dave Stallworth  | ۷  |    | ۱۴٫۰ | .۴۴۷  |      | ۱٫۰۰۰ | ۴٫۷  | ۱٫۶  |     |     | ۷٫۰  |
| Mike Riordan     | ۷  |    | ۱۳٫۰ | .۳۸۷  |      | .۸۵۷  | ۱٫۹  | ۱٫۴  |     |     | ۴٫۳  |
| Nate Bowman      | ۷  |    | ۹٫۷  | .۴۸۱  |      | .۶۰۰  | ۳٫۰  | ۰٫۳  |     |     | ۴٫۱  |
| بیل هاسکت        | ۲  |    | ۴٫۵  | .۲۵۰  |      |       | ۰٫۵  | ۰٫۵  |     |     | ۱٫۰  |
| John Warren      | ۴  |    | ۱٫۵  | ۱٫۰۰۰ |      |       | ۰٫۰  | ۰٫۳  |     |     | ۰٫۵  |

لس آنجلس لیکرز
| بازیکن          | GP | GS | MPG  | FG%  | 3FG% | FT%   | RPG  | APG | SPG | BPG | PPG  |
| --------------- | -- | -- | ---- | ---- | ---- | ----- | ---- | --- | --- | --- | ---- |
| جری وست         | ۷  |    | ۴۷٫۹ | .۴۵۰ |      | .۸۳۳  | ۳٫۴  | ۷٫۷ |     |     | ۳۱٫۳ |
| ویلت چمبرلین    | ۷  |    | ۴۷٫۶ | .۶۲۵ |      | .۳۴۳  | ۲۴٫۱ | ۴٫۰ |     |     | ۲۳٫۳ |
| الگین بیلور     | ۷  |    | ۴۰٫۰ | .۴۸۶ |      | .۷۷۸  | ۱۱٫۳ | ۴٫۷ |     |     | ۱۷٫۹ |
| Dick Garrett    | ۷  |    | ۳۶٫۷ | .۴۷۴ |      | .۹۴۴  | ۳٫۰  | ۲٫۱ |     |     | ۱۳٫۰ |
| کیت اریکسون     | ۷  |    | ۳۸٫۷ | .۴۷۹ |      | .۷۲۲  | ۴٫۴  | ۴٫۷ |     |     | ۱۱٫۶ |
| Happy Hairston  | ۶  |    | ۱۷٫۵ | .۴۷۱ |      | .۶۳۶  | ۴٫۳  | ۱٫۵ |     |     | ۶٫۵  |
| Johnny Egan     | ۷  |    | ۱۰٫۳ | .۵۲۶ |      | ۱٫۰۰۰ | ۰٫۱  | ۰٫۹ |     |     | ۳٫۶  |
| John Tresvant   | ۴  |    | ۹٫۳  | .۳۳۳ |      | .۸۰۰  | ۲٫۸  | ۱٫۳ |     |     | ۴٫۵  |
| مل کانتس        | ۳  |    | ۹٫۰  | .۳۵۷ |      | .۶۶۷  | ۲٫۷  | ۰٫۳ |     |     | ۴٫۰  |
| Rick Roberson   | ۳  |    | ۳٫۳  | .۵۰۰ |      | .۵۰۰  | ۱٫۳  | ۰٫۰ |     |     | ۲٫۳  |
| Mike Lynn       | ۱  |    | ۱٫۰  |      |      |       | ۰٫۰  | ۰٫۰ |     |     | ۰٫۰  |
| Willie McCarter | ۱  |    | ۲٫۰  | .۰۰۰ |      |       | ۱٫۰  | ۱٫۰ |     |     | ۰٫۰  |